# Pont du Pet-au-Diable
Le pont ou viaduc du Pet-au-Diable, parfois de Livry, est un ouvrage d'art ferroviaire franchissant la Seine et situé entre Vaux-le-Pénil et La Rochette, en France.

## Situation et accès
L'ouvrage est situé dans le lit de la Seine, la franchissant, au sud-est de l'agglomération melunaise, sur les territoires communaux de Vaux-le-Pénil (rive droite) et de La Rochette (rive gauche). Plus largement, il se trouve dans le département de Seine-et-Marne, en région Île-de-France.

## Histoire

### Projets de nouvelle ligne
La ligne de Paris-Lyon à Marseille-Saint-Charles de la Compagnie des chemins de fer de Paris à Lyon et à la Méditerranée subissant une circulation active, celle-ci prévoit dès 1881, la création d'une ligne parallèle de Corbeil à Montereau, un projet alors sérieusement à l'étude pour « une exécution dans quatre ou cinq ans ». Il est alors question de la faire passer notamment par « la plaine du Pet-au-Diable sur le territoire de La Rochette [avec un] passage de la Seine pour gagner la rive droite à hauteur du ruisseau de la Noue sur le territoire de Vaux-le-Pénil [...] ». En mai, la Compagnie est autorisée, par décision préfectorale, à faire procéder aux études préparatoires du tracé de la voie ferrée.

### Construction
Ce n'est au printemps 1894 que les travaux pour cette nouvelle ligne commencent : sur le projet de la construction du pont à la hauteur de la ferme du Pet-au-Diable, le journal L'Abeille de Fontainebleau affirme qu'il « n'altérera pas la beauté du paysage, qui laisse voir en cet endroit le cours de la Seine jusqu'à Brolles et les belles futaies de la forêt de Fontainebleau, sur les hauteurs de la Table-du-Roi ». En automne 1894, les travaux de construction « sont en pleine activité » : les culées des deux rives dépassent d'environ deux mètres le niveau de l'eau, la base d'une des arches commence à paraître avant de l'établissement de la second arche sur l'emplacement de laquelle se font des batteries de pieux. On indique alors que « les travaux seront très avancés avant la venue de l'hiver ». Leur exécution est simplifiée par l'emploi de caissons à air comprimé, dans lesquels les ouvriers peuvent travailler comme à l'air libre, sans être gênés par l'eau, et sans qu'il soit nécessaire d'établir, comme autrefois, des bâtardeaux tenus étanches par des machines d'épuisement qu'il fallait manœuvrer jour et nuit. Les appareils de compression de l'air dans les caissons sont mus par une puissante machine à vapeur, un système qui accélère l'exécution des grands travaux hydrauliques. Les pièces, préparées dans les ateliers des entrepreneurs, sont assujetties par un système de rivets fort simple, analogue à celui employé pour la construction de la tour Eiffel. Fin août 1895, les travaux sont poursuivis « avec la plus grande activité », écrit-on dans la presse sans en connaître les échéances. À ce moment, sont également commencés les travaux du passage de la nouvelle ligne sous la ligne principale, près du pont.
Le 4 septembre 1895, on s'attaque au lançage du pont. La manœuvre est commencée à 7 h et, aboutit, à 8 h 15, à un avancement de 15 mètres environ du tablier. Ce genre de phase rapide est entrecoupé de temps d'arrêts nécessaires pour reculer les points d'appui des chaînes de traction à mesure de l'avancement du point, une opération qui dure jusqu'à 11 h. La traction se fait à bras d'hommes, au moyen de treuils à un engrenage. Pour faciliter le déplacement, le pont repose sur des galets de fonte accouplés deux par deux sur un même châssis. Afin que chacun des galets contribue à supporter la charge totale, le châssis est libre de tourner autour d'un axe parallèle à ceux des galets, et situé au milieu de sa partie inférieure. À l'aide de ce dispositif, chaque galet serait demeuré toujours appliqué individuellement sur la surface qu'il a à porter. Une grande péniche vide, surmontée d'un pylône en bois, était là pour supporter la partie antérieure du pont, au cas où, le centre de gravité se trouvant trop près du dernier galet, un renversement se produisait. Favorisés par un beau temps, ces travaux attirent de nombreuses personnes. Le lançage est continué dans la semaine pour durer quelques jours. Il est ainsi inauguré en 1897 avec le passage du premier train.

### Seconde Guerre mondiale
En 1940, face à l'avancée des Allemande, le pont est détruit par les Français. Reconstruit sous l'Occupation, il est finalement détruit de nouveau par les Allemands lors de la Libération. Reconstruit une fois de plus, la Société nationale des chemins de fer français (SNCF) ne procède à sa réhabilitation qu'en 1998 en remplaçant notamment le tablier de 1 000 tonnes par un tablier mixte en acier et béton de 3 000 tonnes.

## Structure
Le pont s'étend avec sa masse de fer sur une longueur de 146,95 mètres pour 4 mètres de hauteur. Cet « agencement de barres et tringles de fer, en croix de saint André », comme le décrit L'Abeille de Fontainebleau, compte pas moins de 116 000 boulons et rivets à chaud.